# コミッショナー (日本プロ野球)
本項では、日本プロ野球の内、主に日本野球機構／日本プロフェッショナル野球組織（NPB）のコミッショナーについて記述する。メジャーリーグベースボールのコミッショナーについてはMLBコミッショナーを参照。
NPBにおける最高責任者であり、かつ最高の権限を有する。一般社団法人日本野球機構における会長でもある。
NPB以外では、四国アイランドリーグplusが2004年に四国アイランドリーグとして発足した当初から石毛宏典が務めていたが、2007年12月に辞任し、以後は任命されていない。

## 概要
野球協約においては、次のように定められている（抄録）。
- 第6条（任期及び身分）
  - コミッショナーの任期を2年とし、再任を妨げない。コミッショナーは本人の申し出によるほか、その意に反して任期中に解任されない。
- 第8条（職権）
  - （1）コミッショナーは、日本プロフェッショナル野球組織を代表し、これを管理統制する。
  - （2）コミッショナーが下す指令、裁定、裁決ならびに制裁は、最終決定であって、この組織に属するすべての団体と個人を拘束する。
- 第9条（指令、裁定および裁決）
  - （1）指令 コミッショナーは、野球最高の利益を確保するために、この組織に属する団体あるいは個人に指令を発することができる。

すなわち、コミッショナーは極めて強大な権力を有する者であり、その裁決は絶対的なものである。これは、戦争が終結してプロ野球が再開するに当たって、選手の引き抜き合戦が過熱しすぎたのを憂慮した占領軍が、球団関係者の話し合いで最高の権力を有する者を選出させ、その裁決に従うことで球界の自治を促したところに端を発する。
コミッショナー職が空席の場合は、プロ野球実行委員会（各球団オーナーまたは球団社長1名ずつにより構成される）が代行機関を設置することになっている（野球協約第7条）。
2013年現在、業務は週に1回、月収200万円（年収に換算すると2400万円）であるとされている。

## 歴代コミッショナー
1951年の現行制度施行以降、歴代のコミッショナーとコミッショナー代行は以下の通り。ただし、NPBの源流（ルーツ）に当たる日本野球連盟でも、読売ジャイアンツオーナーの正力松太郎が同様の職務を行っていた時期があった。
1965年（昭和40年）から1971年（昭和46年）にかけては、コミッショナー委員会として3人の合議制組織となった時期がある。

### コミッショナー
| 代     | 氏名     | 在任時期                | 前職等                                       | 野球殿堂 |
| ------ | -------- | ----------------------- | -------------------------------------------- | -------- |
| 初代   | 福井盛太 | 1951年4月 - 1954年4月   | 検事総長                                     |          |
| 第2代  | 井上登   | 1956年1月 - 1962年1月   | 最高裁判所裁判官                             | 1965年   |
| 第3代  | 内村祐之 | 1962年5月 - 1965年4月   | 東京大学医学部教授                           | 1983年   |
| 第4代  | 宮澤俊義 | 1965年8月 - 1971年3月   | 東京大学法学部教授 立教大学法学部教授        |          |
| 第5代  | 大濱信泉 | 1971年5月 - 1976年2月   | 早稲田大学総長                               |          |
| 第6代  | 金子鋭   | 1976年7月 - 1979年2月   | 富士銀行相談役                               |          |
| 第7代  | 下田武三 | 1979年4月 - 1985年3月   | 駐米大使 最高裁判所裁判官                    |          |
| 第8代  | 竹内壽平 | 1986年5月 - 1988年6月   | 検事総長                                     |          |
| 第9代  | 吉國一郎 | 1989年3月 - 1998年3月   | 内閣法制局長官                               | 1999年   |
| 第10代 | 川島廣守 | 1998年3月 - 2004年1月   | 警察庁警備局長 内閣官房副長官 セ・リーグ会長 | 2006年   |
| 第11代 | 根來泰周 | 2004年2月 - 2007年1月   | 東京高等検察庁検事長 公正取引委員会委員長    |          |
| 第12代 | 加藤良三 | 2008年7月 - 2013年10月  | 駐米大使                                     |          |
| 第13代 | 熊﨑勝彦 | 2014年1月 - 2017年11月  | 最高検察庁公安部長                           |          |
| 第14代 | 斉藤惇   | 2017年11月 - 2022年12月 | 東京証券取引所グループ社長                   |          |
| 第15代 | 榊原定征 | 2022年12月 -            | 日本経済団体連合会会長 関西電力会長          |          |

### コミッショナー代行
| 氏名     | 代行時期                | 前職等                       | その他                                                                                  |
| -------- | ----------------------- | ---------------------------- | --------------------------------------------------------------------------------------- |
| 根來泰周 | 2007年1月 - 2008年6月   | 第11代コミッショナー         | コミッショナー後任が決まらなかった為のもの                                              |
| 宮内義彦 | 2013年10月 - 2013年12月 | オリックス野球クラブオーナー | 2013年10月25日に統一球問題で第12代コミッショナーの 加藤良三が引責辞任したことに伴うもの |

## コミッショナーの権限
日本プロ野球のコミッショナーはメジャーリーグベースボールのコミッショナー（MLBコミッショナー）同様、オーナー等球団経営者の承認を受けて就任するものであるが、MLBのコミッショナーが強い権限を持ち各球団を公平に扱うシステムが確立されているのに対し、日本の場合は最終決定権を持つオーナー会議の立会人という側面が強い。1978年の江川事件を江川卓と小林繁の交換トレードで決着させた6代目の金子鋭は、裁定を下す権限がなかったため「強い要望」という形で提案しその後責任をとって辞任した。また2004年のプロ野球再編問題の際に指導力を批判された根來泰周も、権限の限界について再三言及している。

## 改革
2004年のプロ野球再編問題を受け、「日本にもメジャーリーグ並みの権限を有し、実際に行使できるコミッショナーを待望する」という声が強まった。
これに呼応して根来コミッショナーの下にプロ野球有識者会議が設置され、コミッショナー権限の司法的機能から行政的機能への移行、セパ両リーグ事務局のコミッショナー事務局への統合など、『野球組織の「中央集権化」「責任体制の確立」』を提言。これを受け、2009年1月1日付でセ・パ両リーグ事務局を統合し、リーグ会長職を廃止。監督・コーチ・選手に対する退場処分などの制裁はコミッショナー名で課すことになった。